# Gommerville (Gommerville)
Gommerville ist eine Ortschaft und eine ehemalige französische Gemeinde mit zuletzt 642 Einwohnern (Stand: 2016) im Département Eure-et-Loir in der Region Centre-Val de Loire.
Mit Wirkung vom 1. Januar 2016 wurden die bisherigen Gemeinden Gommerville und Orlu zu einer namensgleichen Commune nouvelle mit dem Namen Gommerville zusammengeschlossen. Lediglich Orlu verfügt in der neuen Gemeinde über den Status einer Commune déléguée. Der Verwaltungssitz befindet sich im Ort Gommerville.

## Lage
Nachbarorte von Orlu sind Vierville und Châtenay im Nordwesten, Oysonville im Norden, Congerville-Thionville im Nordwesten, Pussay im Osten, Angerville im Südosten, Intréville im Süden, Mérouville und Baudreville im Südwesten und Ardelu im Westen.

## Bevölkerungsentwicklung
- 1962: 429
- 1968: 489
- 1975: 445
- 1982: 417
- 1990: 459
- 1999: 473
- 2006: 560
- 2012: 624